# Coccophagus piceae
Coccophagus piceae är en stekelart som beskrevs av Erdös 1956. Coccophagus piceae ingår i släktet Coccophagus, och familjen växtlussteklar. Arten är reproducerande i Sverige.